# José Antonio Rodríguez (labdarúgó)
José Antonio Rodríguez (? – ?), kubai válogatott labdarúgó.
A kubai válogatott tagjaként részt vett az 1938-as világbajnokságon.

## Külső hivatkozások
- José Antonio Rodríguez (labdarúgó) – a FIFA adatbázisában